# Barcelona 6–1 Paris Saint-Germain (2017)
Barcelona 6–1 Paris Saint-Germain foi uma partida de futebol, ocorrida no dia 8 de março de 2017 e válida pelas oitavas-de-final da Liga dos Campeões da UEFA de 2016-17, na qual o Barcelona venceu por 6 a 1 o Paris Saint Germain, conseguindo reverter, assim, um placar adverso de 4 a 0 que o time francês havia conquistado na partida de ida em 14 de fevereiro. Antes desta partida, jamais um clube havia conseguido reverter um placar adverso de quatro gols na história da Liga dos Campeões da UEFA. A partida ficou conhecida como "la Remontada" que em português significa "A virada".

## Antecedentes
O Barcelona tentava evitar sua pior campanha na competição em 10 anos, já que a última vez que a equipe foi eliminada tão cedo da competição havia sido na Liga dos Campeões da UEFA de 2006–07. Desde então, conquistou três títulos, chegou quatro vezes às semifinais e outras duas vezes às quartas-de-final.  Por outro lado, a última vez que o Paris Saint Germain havia perdido por quatro gols de diferença foi em abril de 2010 (4 a 0 para o Grenoble pelo Campeonato Francês). Adicionalmente, o time francês não levava quatro gols em uma partida desde o dia 10 de janeiro de 2015, quando perdeu de 4 a 2 para o Bastia pelo Campeonato Francês.

## O jogo
Por conta da Regra do gol fora de casa, como o Barcelona perdeu a primeira partida na casa do adversário sem marcar nenhum gol, para a partida de volta, se sofresse um gol, o time seria obrigado a vencer por uma diferença de 5 gols para se classificar. O Barcelona chegou a abrir 3 a 0 no confronto, ficando assim a 1 gol da igualdade no confronto, o que levaria a partida para a prorrogação. mas o Paris Saint Germain diminuiu a vantagem com um gol de Cavani.
A partir de então, o time da casa precisava de mais três tentos para avançar. Os 3 gols que a equipe necessitava saíram depois dos 85 minutos: Neymar cobrando falta aos 87 minutos e depois convertendo pênalti aos 90 minutos, e Sergi Roberto aos 93 Minutos do segundo tempo.
 Após marcar o gol que lhe garantiu a classificação, o sismômetro do Instituto de Ciências da Terra Jaume Almera, que fica a cerca de 500 metros do Camp Nou, detectou “um minúsculo terremoto”, que foi causado pela vibração dos torcedores. A vitória foi classificada pela imprensa como um milagre.
Como conseguiu reverter o placar, o Barcelona classificou-se pela décima vez consecutiva às quartas de final da competição, feito até então nunca alcançado por outro time europeu.

## Detalhes das partidas

### Jogo de Ida
| 14 de fevereiro de 2017 | Paris Saint Germain                         | 4 – 0     | Barcelona | Parc des Princes, Paris                   |
| 20:45                   | Di María 18' 55' · Draxler 40' · Cavani 72' | Relatório |           | Público: 46,484 Árbitro: Szymon Marciniak |

| PSG | Barcelona |

### Jogo de volta
| 08 de março de 2017 | Barcelona                                                                                                  | 6 – 1     | Paris Saint Germain | Camp Nou, Barcelona                    |
| 20:45               | L. Suárez 3' · Kurzawa 40' (gol contra) · Messi 50' (pen) · Neymar 88' 90+1' (pen) · Sergi Roberto 90+5' · | Relatório | Cavani 62'          | Público: 96,290 Árbitro: Deniz Aytekin |

| Barcelona | PSG |

### Placar agregado
| Equipe 1            | Total | Equipe 2  | 1.º jogo | 2.º jogo |
| ------------------- | ----- | --------- | -------- | -------- |
| Paris Saint-Germain | 5–6   | Barcelona | 4–0      | 1–6      |